# Olafur Eliasson: Space Is Process
Olafur Eliasson: Space Is Process er en dansk portrætfilm fra 2009 instrueret af Jacob Jørgensen.

## Handling
Filmen følger den dansk-islandske samtidskunstner Olafur Eliasson og viser flere af hans store og små projekter, fra de første skitser til deres endelige udformning og destination. Vi følger Eliasson i årene 2004-09 under det krævende arbejde med blandt andet installationen »Waterfalls« og hans store retrospektive udstilling på Museum of Modern Art i New York. 
I Eliassons eget studie i Berlin, der er en af Europas mest kreative arbejdspladser, skabes hans værker i samarbejde med forskere, ingeniører, arkitekter, teknikere og kunsthistorikere. I filmen fortæller Eliasson om sine markante meninger om især forholdet mellem kunstværk og beskuer, som er et kernepunkt i hans univers. Hans værker er i konstant udvikling, de forandres, hver gang en ny person ser dem og tager del i dem. At kunsten skal have virkelige konsekvenser og ændre samfundet, er afgørende i Eliassons produktion.